# Петер Гельценбайн
Петер Гельценбайн (нім. Peter Hoeltzenbein, 7 квітня 1971) — німецький академічний веслувальник.
Срібний призер Олімпійських Ігор 1992 року в складі розпашної двійки без стернового.
Чемпіон світу 1993 року в складі вісімки, срібний призер 1994 року в складі розпашної двійки без стернового.